# LX Esposizione internazionale d'arte di Venezia

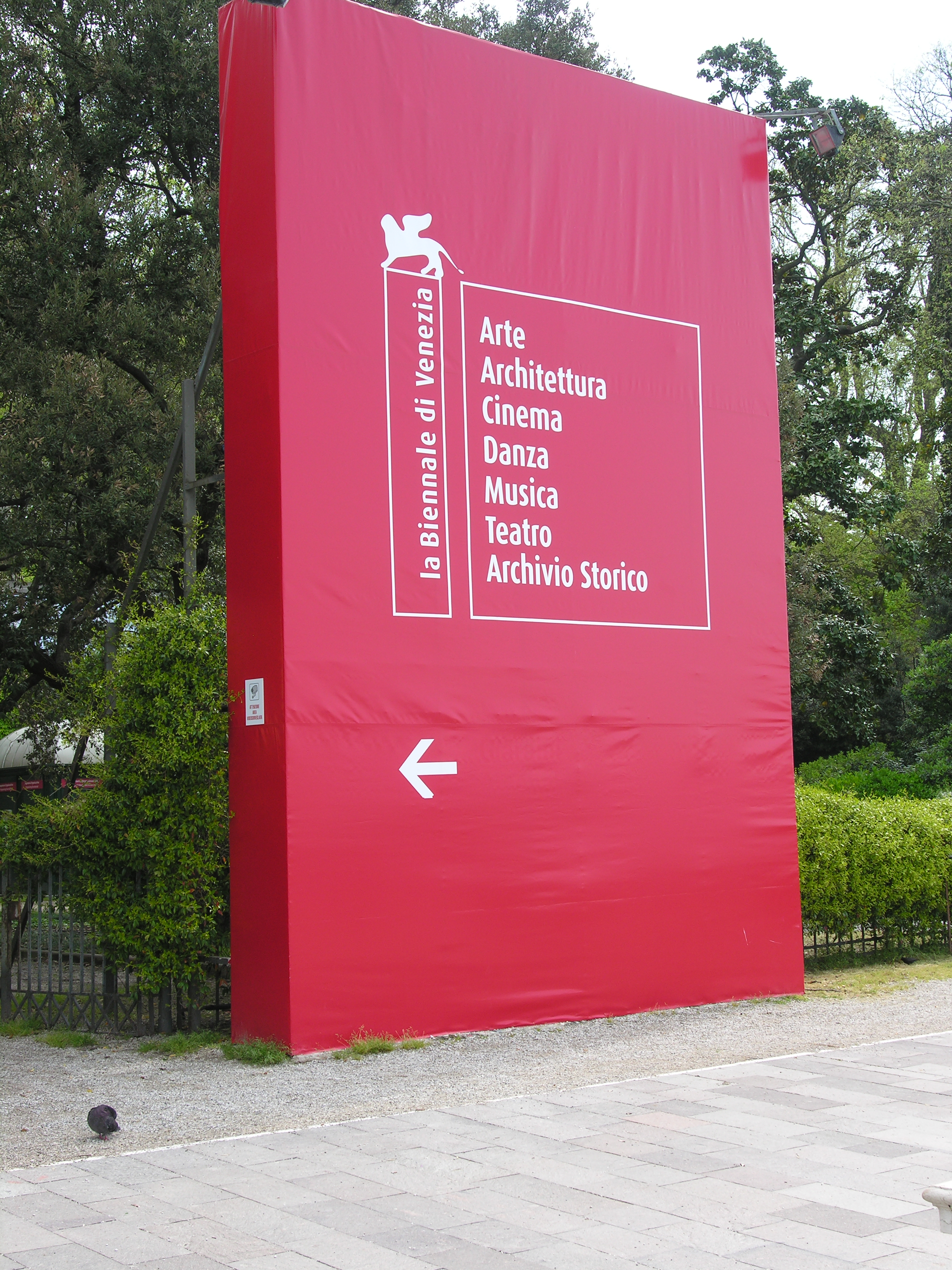
Ingresso dei Giardini della Biennale

La 60ª edizione dell'Esposizione Internazionale d'Arte si è tenuta a Venezia dal 20 aprile al 24 novembre 2024 (con pre-apertura il 17, 18 e 19 aprile) e si è svolta sotto la direzione artistica del brasiliano Adriano Pedrosa che ha scelto come titolo della manifestazione Stranieri Ovunque - Foreigners Everywhere.
Il 31 gennaio si è tenuta la conferenza stampa di presentazione nella sede di Ca' Giustinian e in diretta streaming.
Il 17 aprile si è tenuta la conferenza stampa di inaugurazione nella sede di Ca' Giustinian e in diretta streaming.
Nella conferenza stampa di chiusura il presidente Buttafuoco e il direttore Pedrosa hanno riassunto i dati della 60ª Biennale Arte: in 31 settimane sono stati 699 304 i biglietti venduti, per il 59% provenienti dall'estero, di cui oltre 190 000 i giovani e gli studenti under 26, a cui vanno aggiunte le 27 966 presenze in pre-apertura e 4 289 i giornalisti accreditati solo nei giorni di pre-apertura.

## Esposizione internazionale

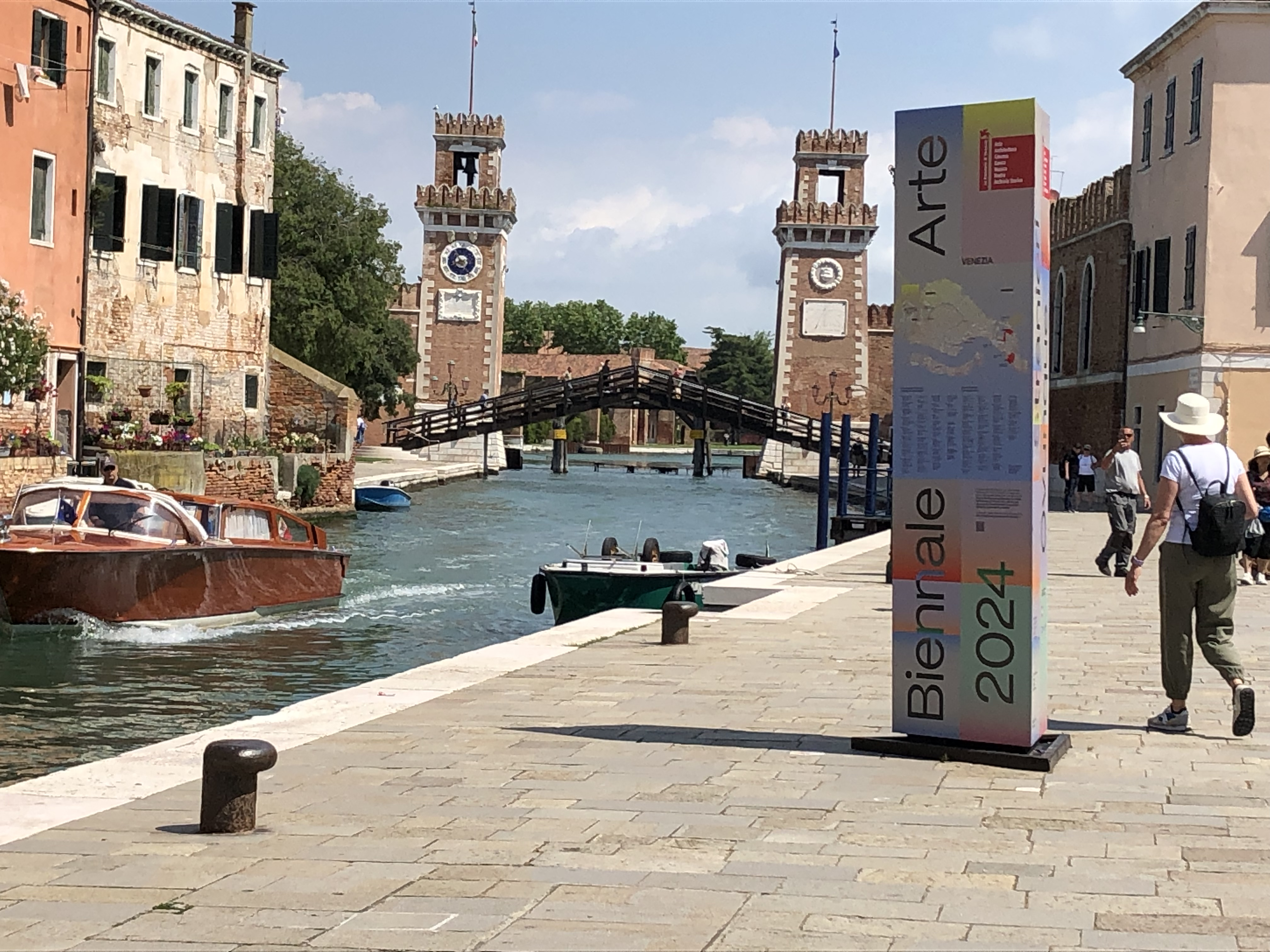
Arsenale di Venezia (2024)

Il direttore della Biennale arte 2024, Adriano Pedrosa, ha scelto come titolo Stranieri Ovunque - Foreigners Everywhere ed è tratto da una serie di lavori realizzati dal collettivo artistico Claire Fontaine, costituito a Parigi e con sede a Palermo, a partire dal 2004. Le loro opere consistono in sculture al neon di vari colori che riportano in diverse lingue la frase «Stranieri Ovunque». L'espressione è stata a sua volta presa dal nome di un collettivo torinese che nei primi anni Duemila combatteva contro il razzismo e la xenofobia in Italia.
Adriano Pedrosa ha spiegato: «L'espressione Stranieri Ovunque ha più di un significato. Innanzitutto, vuole intendere che ovunque si vada e ovunque ci si trovi si incontreranno sempre degli stranieri: sono/siamo dappertutto. In secondo luogo, che a prescindere dalla propria ubicazione, nel profondo si è sempre veramente stranieri.»
L'Esposizione 2024 si articolava tra il Padiglione centrale, ai Giardini della Biennale, e nel complesso dell'Arsenale (Corderie, Artiglierie, Gaggiandre e Giardino delle Vergini), in due nuclei distinti: Nucleo contemporaneo e Nucleo storico, con la partecipazione di 331 artisti.

### Nucleo contemporaneo
La parola italiana «straniero» è collegata sul piano etimologico alle parole «estraneo» e «strano», mentre secondo l'American Heritage Dictionary of the English Language e l'Oxford Advanced Learner's Dictionary la parola inglese «queer» significa proprio «strano», «pertanto la Mostra si svilupperà e si concentrerà sulla produzione di ulteriori soggetti connessi»:
- gli artisti queer, che si muovono all'interno di diverse sessualità e generi e sono spesso perseguitati o messi al bando, saranno presenti in ogni spazio e costituiranno il fulcro di un'ampia sezione nelle Corderie e di un'area dedicata all'astrazione queer nel Padiglione centrale;
- gli artisti outsider, che si trovano ai margini del mondo dell'arte;
- gli artisti folk;
- gli artisti indigeni, spesso trattati come stranieri nella propria terra, le cui opere saranno ospitate nel Padiglione centrale, con un murale monumentale realizzato dal collettivo brasiliano MAHKU (Movimento dos Artistas Huni Kuin)[12] sulla facciata dell'edificio, e nelle Corderie, dove il collettivo maori[13] presenterà una grande installazione nella prima sala.

Alle Corderie una sezione era dedicata a Disobedience Archive, un progetto del curatore Marco Scotini che dal 2005 sviluppa un archivio video incentrato sulle relazioni tra pratiche artistiche e azione politica. Il progetto Disobedience Archive è stato realizzato da Juliana Ziebell, architetto residente del Museo d'arte di San Paolo (MASP), che ha lavorato anche all'architettura espositiva di tutta la Biennale Arte 2024. Questa sezione, suddivisa in due parti appositamente concepite per la Mostra, dal titolo Attivismo della diaspora e Disobbedienza di genere, includeva opere di 39 artisti e collettivi realizzate tra il 1975 e il 2023, tra cui Želimir Žilnik, Carole Roussopoulos, Black Audio Film Collective, Barbara Hammer.

### Nucleo storico
Il Nucleo storico era composto da opere del XX secolo provenienti dall'America Latina, dall'Africa, dall'Asia e dal mondo arabo, con una rilettura del rapporto tra il Modernismo occidentale e i modernismi del Sud globale,
in riferimento al «Manifesto antropófago» di Oswald de Andrade che sosteneva l'appropriazione e l'assimilazione delle culture straniere, quella europea in particolare.
Il Nucleo storico era suddiviso in tre sezioni:
- Ritratti, con le opere di 112 artisti, per lo più dipinti, ma anche lavori su carta e sculture, per un arco di tempo compreso tra il 1905 e il 1990. Il tema della figura umana sarà esplorato in modi diversi dagli artisti del Sud globale, riflettendo sulla crisi della rappresentazione dell'umano che ha caratterizzato gran parte dell'arte del XX secolo.
- Astrazioni, con le opere di 37 artisti, quasi tutti esposti insieme per la prima volta, suggerendo connessioni, associazioni e parallelismi inediti.
- Diaspora di artisti italiani, con le opere di 40 artisti italiani che hanno viaggiato e si sono trasferiti, costruendo le proprie carriere e integrandosi in Africa, Asia, America Latina, nel resto d'Europa e negli Stati Uniti. Le opere saranno collocate negli espositori a cavalletto in vetro e cemento dell'architetta Lina Bo Bardi, che aveva progettato il MASP.

Adriano Pedrosa ha segnalato che nel corso della preparazione sono emersi due leitmotiv che caratterizzano la Mostra:
- il primo è il tessile, esplorato da molti artisti le cui opere rivelano un interesse per l’artigianato, la tradizione e il fatto a mano, così come per le tecniche che sono state a volte considerate estranee o strane;
- il secondo elemento è rappresentato dagli artisti, molti dei quali indigeni, legati da vincoli di sangue, con la trasmissione di conoscenze e pratiche da padre o madre a figlio o figlia oppure tra fratelli e parenti.

## Partecipazioni nazionali

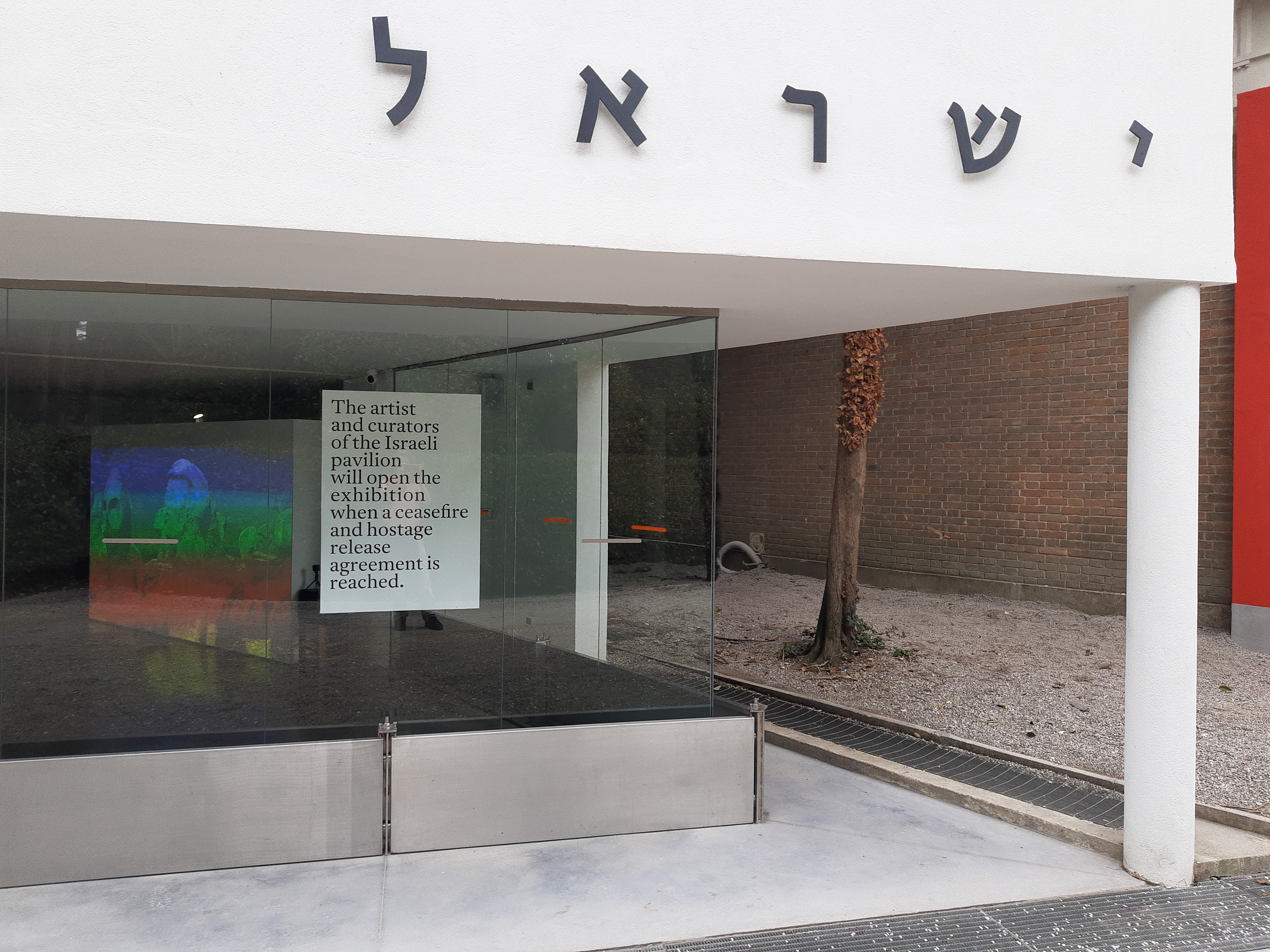
Padiglione di Israele

L'Esposizione internazionale del 2024 era affiancata da 86 Partecipazioni nazionali negli storici Padiglioni ai Giardini, all'Arsenale e nel centro storico di Venezia.
I paesi presenti per la prima volta saranno quattro: Benin, Etiopia, Timor Est e Tanzania.
Il 26 febbraio 2024 il gruppo ANGA (Art Not Genocide Alliance) ha comunicato di aver coordinato la raccolta di firme per chiedere l'esclusione di Israele dalla Biennale d'Arte.
Il 16 aprile gli artisti e i curatori israeliani hanno comunicato che il Padiglione di Israele rimarrà chiuso «fino a quando non sarà raggiunto un accordo per il cessate il fuoco e per la liberazione degli ostaggi» (The artists and curators of the Israel Pavilion will open the exhibition when an agreement is reached for a cease-fire and the release of the hostages).
Il Padiglione Italia alle Tese delle Vergini in Arsenale, sostenuto e promosso dalla Direzione Generale Creatività Contemporanea del Ministero della Cultura, a cura di Luca Cerizza, con il progetto Due qui / To hear (che in inglese si pronuncia come Two here, che in italiano si traduce Due qui) presenterà una grande installazione sonora e ambientale dell'artista Massimo Bartolini. Due qui / To Hear proponeva un itinerario «in cui l'alternarsi di vuoti e pieni, di movimenti e soste, conducono a incontri inaspettati con opere e installazioni di natura sonora e performativa».
Domenica 28 aprile il Padiglione della Santa Sede è stato visitato da Papa Francesco, prima volta di un papa alla Biennale.
| Paese                | Luogo                                                        | Titolo | Artista/i | Curatore/i | Note          |
| -------------------- | ------------------------------------------------------------ | --- | --- | --- | ------------- |
| Albania              | Arsenale                                                     | Love as a glass of water | Iva Lulashi | Antonio Grulli | [ 26 ]        |
| Arabia Saudita       | Arsenale                                                     | Shifting Sands: A Battle Song | Manal Al Dowayan | Jessica Cerasi, Maya El Khalil | [ 27 ]        |
| Argentina            | Arsenale                                                     | Ojalá se derrumben las puertas (Hope the Doors Collapse)                                                                                    | Luciana Lamothe | Sofia Dourron | [ 28 ]        |
| Armenia              | Magazzino del Sale n. 3                                      | Echo | Nina Khemchyan | Armen Yesayants | [ 29 ]        |
| Australia            | Padiglione ai Giardini                                       | Kith and Kin | Archie Moore | Ellie Buttrose | [ 30 ] [ 31 ] |
| Austria              | Padiglione ai Giardini                                       | Anna Jermolaewa | Anna Jermolaewa | Gabriele Spindler | [ 32 ]        |
| Azerbaigian          | Campo della Tana                                             | From Caspian to Pink Planet: I Am Here | Vusala Agharaziyeva, Rashad Alakbarov, Irina Eldarova | Luca Beatrice, Amina Melikova | [ 33 ]        |
| Bangladesh           | Spazio Espositivo Priuli Bon                                 | The Contact | Abdur Rab, Syeda Mahbuba Karim, Shahjahan Ahmed Bikash, Shahid Kbir, Claudia De Leonardis, Anna Carla De Leonardis, Roberto Saglietto, Natalia Revoniuk, Patrizia Casagranda, DoJoong Jo, Jiyoon Oh, Franco Marrocco, Marco Nereo Rotelli, Mirko Demattè | Viviana Vannucci | [ 34 ]        |
| Belgio               | Padiglione ai Giardini                                       | Petticoat Government | Denicolai & Provoost, Antoinette Jattiot, | | [ 35 ]        |
| Benin                | Arsenale                                                     | Everything Precious Is Fragile | Chloé Quenum, Moufouli Bello, Ishola Akpo, Romuald Hazoumè | Azu Henry Nwagbogu | [ 36 ]        |
| Bolivia              | Padiglione ai Giardini1                                      | looking to the futurepast, we are treading forward                                                                                          | Elvira Espejo Ayca, Oswaldo “Achu” De, León Kantule,Yanaki Herrera, Duhigó, Zahy Tentehar, Lorgio Vaca, Maria Alexandra Bravo Cladera, Rolando Vargas Ramos, Edwin Alejo, Cristina Quispe Huanca, Martina Mamani Robles, Prima Flores Torrez, Laura Tola Ventura, María Eugenia Cruz Sanchez, Faustina Flores Ferreyra, Pamela Onostre Reynolds, Guillermina Cueva Sita, Magdalena Cuasace, Claudia Opimi Vaca, Olga Rivero Díaz, Reina Morales Davalos, Silvia Montaño Ito, Ignacia Chuviru Surubi, Ronald Morán, Humberto Velez | Esperanza Guevara | [ 37 ]        |
| Bosnia ed Erzegovina | Palazzo Zorzi                                                | The Measure of the Sea | Stjepan Skoko | Marin Ivanović | [ 38 ]        |
| Brasile              | Padiglione ai Giardini                                       | Ka’a Pûera: siamo uccelli che camminano | Glicéria Tupinambá con Comunità Tupinambá della Serra do Padeiro e Olivença a Bahia, Olinda Tupinambá e Ziel Karapotó | Arissana Pataxó, Denilson Baniwa e Gustavo Caboco Wapichana | [ 39 ]        |
| Bulgaria             | Centro Culturale Don Orione Artigianelli                     | The Neighbours | Krasimira Butseva, Julian Chehirian, Lilia Topouzova | Vasil Vladimirov | [ 40 ]        |
| Camerun              | Palazzo Donà dalle Rose                                      | Nemo propheta in patria | Jean Michel Dissake, Hako Hankson, Kendji & Ollo Arts, Patrick-Joël Tatcheda Yonkeu, Guy Wouete, Angelo Accardi, Julia Bornefeld, Cesare Catania, Adélaïde Laurent-Bellue, Franco Mazzucchelli, Rex and Edna Volcan, Giorgio Tentolini, Liu Youju | Paul Emmanuel Loga Mahop, Sandro Orlandi Stagl | [ 41 ]        |
| Canada               | Padiglione ai Giardini                                       | Trinket | Kapwani Kiwanga | Gaëtane Verna | [ 42 ]        |
| Rep. Ceca            | Padiglione ai Giardini                                       | Il cuore di una giraffa in cattività è dodici chili più leggero                                                                             | Eva Koťátková (in collaborazione con Himali Singh Soin, David Tappeser, Gesturing Towards Decolonial Futures e collettivi bambini e anziani) | Hana Janečková | [ 43 ]        |
| Cile                 | Magazzino n. 42 dell'Arsenale della Marina Militare italiana | Cosmonación | Valeria Montti Colque | Andrea Pacheco González | [ 44 ]        |
| Cina                 | Arsenale                                                     | Atlas: Harmony in Diversity | Che Jianquan, Jiao Xingtao, Shi Hui, Qiu Zhenzhong, Wang Shaoqiang, Wang Zhenghong, Zhu Jinshi, project team of A Comprehensive Collection of Ancient Chinese Paintings | Wang Xiaosong, Jiang Jun | [ 45 ]        |
| Cipro                | Associazione Culturale Spiazzi, Castello 3865                | On a wildflower-lined gravel track off a quiet thoroughfare...                                                                              | Forever Informed: Lower Levant Company (Peter Eramian, Emiddio Vasquez) Endrosia (Andreas Andronikou, Marina Ashioti, Niki Charalambous, Doris Mari Demetriadou, Irini Khenkin, Rafailia Tsiridou, Alexandros Xenophontos), Haig Aivazian | Forever Informed: Lower Levant Company (Peter Eramian, Emiddio Vasquez) Endrosia (Andreas Andronikou, Marina Ashioti, Niki Charalambous, Doris Mari Demetriadou, Irini Khenkin, Rafailia Tsiridou, Alexandros Xenophontos), Haig Aivazian | [ 46 ]        |
| RD del Congo         | Opere Riunite Buon Pastore                                   | Vibranium | Aimé Mpane, Eddy Ekete, Steve Bandoma, Jean Katambayi Mukendi, Kongo Astronauts, Cedrick Sungo, Eddy Kamuanga | Gabriele Giuseppe Salmi |               |
| Corea del Sud        | Padiglione ai Giardini                                       | Koo Jeong A - Odorama Cities | Koo Jeong A | Jacob Fabricius, Seolhui Lee | [ 47 ]        |
| Costa d'Avorio       | Centro Culturale Don Orione Artigianelli                     | The Blue Note | Jems Koko Bi, François-Xavier Gbré, Sadikou Oukpedjo, Franck Abd-Bakar Fanny, Marie Claire Messouma | Simon Njami | [ 48 ]        |
| Croazia              | Fàbrica 33, Calle Larga dei Boteri                           | By the Means at Hand | Vlatka Horvat | Antonia Majaca | [ 49 ]        |
| Cuba                 | Teatro Fondamenta Nuove                                      | Curtain | Wilfredo Prieto García | Nelson Ramirez de Arellano | [ 50 ]        |
| Danimarca            | Padiglione ai Giardini                                       | Rise of the Sunken Sun | Inuuteq Storch | Louise Wolthers | [ 51 ]        |
| Egitto               | Padiglione ai Giardini                                       | Drama 1882 - دراما ١٨٨٢ | Wael Shawky | Wael Shawky | [ 52 ]        |
| Emirati Arabi Uniti  | Arsenale                                                     | Abdullah Al Saadi: Sites of Memory, Sites of Amnesia                                                                                        | Abdullah Al Saadi | Tarek Abou El Fetouh | [ 53 ]        |
| Estonia              | Chiesa di Santa Maria delle Penitenti                        | Hora Lupi | Edith Karlson | | [ 54 ]        |
| Etiopia              | Palazzo Bollani                                              | Prejudice and Belonging | Tesfaye Urgessa | Lemn Sissay | [ 55 ]        |
| Filippine            | Arsenale                                                     | Sa Kabila Ng Tabing Lamang Sa Panahong Ito / Waiting Just Behind The Curtain Of This Age                                                    | Mark Salvatus | Carlos Quijon, Jr. | [ 56 ]        |
| Finlandia            | Padiglione Alvar Aalto ai Giardini                           | The pleasures we choose | Pia Lindman, Vidha Saumya, Jenni-Juulia Wallinheimo-Heimonen | Yvonne Billimore & Jussi Koitela | [ 57 ]        |
| Francia              | Padiglione ai Giardini                                       | Attila cataracte ta source aux pieds des pitons verts finira dans la grande mer gouffre bleu nous noyâmes dans les larmes marées de la lune | Julien Creuzet | Céline Kopp, Cindy Sissokho | [ 58 ]        |
| Georgia              | Palazzo Palumbo Fossati                                      | L'arte di vedere - Stati dell'astronomia | Nikoloz Koplatadze, Grigol Nodia, Juliette George, Rodrigue de Ferluc; Iliazd, Max Ernst, Ernst Wilhelm Tempel | Julia Marchand, David Koroshinadze | [ 59 ]        |
| Germania             | Padiglione ai Giardini                                       | Thresholds | Yael Bartana, Ersan Mondtag | Çağla Ilk | [ 60 ] [ 61 ] |
| Germania             | Isola della Certosa                                          | Thresholds | Michael Akstaller, Nicole L'Huillier, Robert Lippok, Jan St. Werner | Çağla Ilk | [ 60 ] [ 61 ] |
| Giappone             | Padiglione ai Giardini                                       | Compose | Yuko Mohri | Sook-Kyung Lee | [ 62 ]        |
| Gran Bretagna        | Padiglione ai Giardini                                       | Listening all Night to the Rain | John Akomfrah | Tarini Malik | [ 63 ]        |
| Grecia               | Padiglione ai Giardini                                       | Ξηρόμερο / Dryland | Kostas Chaikalis, Thanassis Deligiannis, Elia Kalogianni, Yorgos Kyvernitis, Yannis Michalopoulos, Fotis Sagonas | Panos Giannikopoulos | [ 64 ]        |
| Grenada              | Palazzo Albrizzi-Capello                                     | No Man is an Island | Frederika Adam, Breakfast, Jason deCaires Taylor, Antonello Diodato Guardigli (ADGART), Alma Fakhre, Suelin Low Chew Tung, Gabriele Maquignaz, Lorenzo Marini, Benaiah Matheson, The Perceptive Group, Nello Petrucci | Daniele Radini Tedeschi | [ 65 ]        |
| Iran                 | Palazzo Malipiero                                            | Of One Essence is the Human Race | Fatemeh Ghafourian, Zeinab Ashoori Dahanehsari, M. Saber Sheykh Rezaei, Rasool Rabiei Dehnavi, Hossein Mohseni | Shoaib Hosseini Moghaddam |               |
| Irlanda              | Arsenale                                                     | Romantic Ireland | Eimear Walshe | Sara Greavu, Project Arts Centre | [ 66 ]        |
| Islanda              | Arsenale                                                     | That's a Very Large Number — A Commerzbau                                                                                                   | Hildigunnur Birgisdóttir | Dan Byers | [ 67 ]        |
| Israele              | Padiglione ai Giardini                                       | (M)otherland | Ruth Patir | Mira Lapidot, Tamar Margalit | [ 20 ] [ 21 ] |
| Italia               | Arsenale                                                     | Due qui / To Hear | Massimo Bartolini | Luca Cerizza | [ 23 ] [ 68 ] |
| Kazakistan           | Museo storico navale                                         | Jerūiyq: Journey Beyond the Horizon | Lena Pozdnyakova, Eldar Tagi, Kamil Mulashev, Saken Narynov, Yerbolat Tolepbay, Sergey Maslov, Anvar Musrepov | Danagul Tolepbay, Anvar Musrepov | [ 69 ]        |
| Kosovo               | Museo storico navale                                         | The Echoing Silences of Metal and Skin | Doruntina Kastrati | Erëmirë Krasniqi | [ 70 ]        |
| Lettonia             | Arsenale                                                     | O day and night, but this is wondrous strange... and therefore as a stranger give it welcome                                                | Amanda Ziemele | Adam Budak | [ 71 ]        |
| Libano               | Arsenale                                                     | Con il suo mito lei danza | Mounira Al Solh | Nada Ghandour | [ 72 ]        |
| Lituania             | Chiesa di Sant'Antonin                                       | Inflammation | Pakui Hardware (Neringa Černiauskaitė e Ugnius Gelguda) e Marija Teresė Rožanskaitė | Valentinas Klimašauskas, João Laia | [ 73 ]        |
| Lussemburgo          | Arsenale                                                     | A Comparative Dialogue Act | Andrea Mancini & Every Island | Joel Valabrega, Mudam Luxembourg – Musée d’Art Moderne Grand-Duc Jean | [ 74 ]        |
| Macedonia del Nord   | Scuola dei Laneri                                            | Inter Spem et Metum | Slavica Janeshlieva | Ana Frangovska | [ 75 ]        |
| Malta                | Arsenale                                                     | I Will Follow The Ship | Matthew Attard | Elyse Tonna, Sara Dolfi Agostini | [ 76 ]        |
| Messico              | Arsenale                                                     | Ci allontanavamo, tornavamo sempre... | Erick Meyenberg | Tania Ragasol | [ 77 ]        |
| Mongolia             | Campo della Tana in Arsenale                                 | Discovering the Present from the Future | Ochirbold Ayurzana | Oyuntuya Oyunjargal | [ 78 ]        |
| Montenegro           | Complesso dell'Ospedaletto                                   | It Takes an Island to Feel This Good | Darja Bajagić | Ana Simona Zelenović | [ 79 ]        |
| Nigeria              | Palazzo Canal, Rio Terà Canal                                | Nigeria Imaginary | Tunji Adeniyi-Jones, Ndidi Dike, Onyeka Igwe, Toyin Ojih Odutola, Abraham Oghobase, Precious Okoyomon, Yinka Shonibare, Fatimah Tuggar | Aindrea Emelife | [ 80 ]        |
| Oman                 | Palazzo Navagero                                             | Malath - Haven | Alia al Farsi, Ali al Jabri, Essa al Mufarji, Adham al Farsi, Sarah al Olaqi | Alia al Farsi | [ 81 ]        |
| Paesi Bassi          | Padiglione ai Giardini                                       | The International Celebration of Blasphemy and The Sacred                                                                                   | Cercle d'Art des Travailleurs de Plantation Congolaise (CATPC): Djonga Bismar, Alphonse Bukumba, Irène Kanga, Muyaka Kapasa, Matthieu Kasiama, Jean Kawata, Huguette Kilembi, Mbuku Kimpala, Athanas Kindendi, Felicien Kisiata, Charles Leba, Philomène Lembusa, Richard Leta, Jérémie Mabiala, Plamedi Makongote, Blaise Mandefu, Daniel Manenga, Mira Meya, Emery Muhamba, Tantine Mukundu, Olele Mulela, Daniel Muvunzi, René Ngongo, Alvers Tamasala, Ced'art Tamasala                                                       | Hicham Khalidi con Renzo Martens | [ 82 ]        |
| Paesi Nordici        | Padiglione ai Giardini                                       | The Altersea Opera | Lap-See Lam, Kholod Hawash, Tze Yeung Ho | Asrin Haidari | [ 83 ]        |
| Panama               | Spazio Castello 2131                                         | Tracce: sul corpo e sulla terra | Brooke Alfaro, Isabel De Obaldía, Cisco Merel, Giana De Dier | Ana Elizabeth Gonzalez, Monica Kupfer | [ 84 ]        |
| Perù                 | Arsenale                                                     | Huellas cósmicas | Roberto Huarcaya | Alejandro León Cannock | [ 85 ]        |
| Polonia              | Padiglione ai Giardini                                       | Repeat after Me II | Open Group (Yuriy Biley, Pavlo Kovach and Anton Varga) | Marta Czyż | [ 86 ]        |
| Portogallo           | Palazzo Franchetti                                           | Greenhouse | Mónica de Miranda, Sónia Vaz Borges, Vânia Gala | Mónica de Miranda, Sónia Vaz Borges, Vânia Gala | [ 87 ]        |
| Romania              | Padiglione ai Giardini e Palazzo Correr, Campo Santa Fosca   | What Work Is | Șerban Savu e Atelier Brenda | Ciprian Mureșan | [ 88 ]        |
| San Marino           | Fucina del futuro                                            | Nomader | Eddie Martinez | Alison M. Gingeras | [ 89 ]        |
| Santa Sede           | Casa di reclusione femminile di Venezia Giudecca             | Con i miei occhi | Maurizio Cattelan, Bintou Dembélé, Simone Fattal, Claire Fontaine, Sonia Gomes, Corita Kent, Marco Perego e Zoe Saldana, Claire Tabouret | Chiara Parisi e Bruno Racine | [ 90 ] [ 91 ] |
| Senegal              | Arsenale                                                     | Bokk - Bounds | Alioune Diagne | Massamba Mbaye | [ 92 ]        |
| Serbia               | Padiglione ai Giardini                                       | Exposition Coloniale | Aleksandar Denić | Ksenija Samadržija | [ 93 ]        |
| Seychelles           | Arsenale                                                     | Pala | Jude Ally, Ryan Chetty, Danielle Freakley, Juliette Zelime (a.k.a. Jadez) | Martin Kennedy | [ 94 ]        |
| Singapore            | Arsenale                                                     | Seeing Forest | Robert Zhao Renhui | Haeju Kim | [ 95 ]        |
| Slovacchia           | Padiglione ai Giardini                                       | Floating Arboretum | Oto Hudec | Lýdia Pribišová | [ 96 ]        |
| Slovenia             | Serra dei Giardini, Castello 1254                            | Il segreto del giardino per te | Nika Špan | Vladimir Vidmar | [ 97 ]        |
| Spagna               | Padiglione ai Giardini                                       | Pinacoteca Migrante | Sandra Gamarra Heshiki | Agustín Pérez Rubio | [ 98 ]        |
| Stati Uniti          | Padiglione ai Giardini                                       | Jeffrey Gibson: the space in which to place me                                                                                              | Jeffrey Gibson | Kathleen Ash-Milby, Abigail Winograd | [ 99 ]        |
| Sudafrica            | Arsenale                                                     | Quiet Ground | MADEYOULOOK (Molemo Moiloa and Nare Mokgotho) | Portia Malatjie | [ 100 ]       |
| Svizzera             | Padiglione ai Giardini                                       | Super Superior Civilizations | Guerreiro do Divino Amor | Andrea Bellini | [ 101 ]       |
| Tanzania             | La fabbrica del vedere                                       | A Flight in Reverse Mirrors | Happy Robert, Naby, Haji Chilonga, Lutengano Mwakisopile | Enrico Bittoto | [ 102 ]       |
| Timor Est            | Spazio Ravà                                                  | Kiss and Don't Tell | Maria Madeira | Natalie King | [ 103 ]       |
| Turchia              | Arsenale                                                     | Vuoto e rotto: uno stato del mondo | Gülsün Karamustafa | | [ 104 ]       |
| Ucraina              | Arsenale                                                     | Net Making | Katya Buchatska, Andrii Dostliev, Lia Dostlieva, Daniil Revkovskyi, Andrii Rachynskyi, Oleksandr Burlaka | Viktoria Bavykina, Max Gorbatskyi | [ 105 ]       |
| Uganda               | Bragora Gallery                                              | Tuli Bamu \| Turibamwe \| We Are One | Artisan Weavers' Collective, Sana Gateja, Taga Nuwagaba, Xenson Ssenkaba, Jose Hendo, Odur Ronald | Elizabeth Acaye Kerunen | [ 106 ]       |
| Ungheria             | Padiglione ai Giardini                                       | Techno Zen | Márton Nemes | Róna Kopeczky | [ 107 ]       |
| Uruguay              | Padiglione ai Giardini                                       | Latente | Eduardo Cardozo | Elisa Valerio | [ 108 ]       |
| Uzbekistan           | Arsenale                                                     | Don't miss the cue | Aziza Kadyri | Center for Contemporary Art Tashkent | [ 109 ]       |
| Venezuela            | Padiglione ai Giardini                                       | Esperienza partecipativa. Juvenal Ravelo.                                                                                                   | Juvenal Ravelo | Edgar Ernesto Gonzalez | [ 110 ]       |
| Zimbabwe             | Istituto Provinciale Santa Maria della Pietà                 | Undone | Gillian Rosselli, Kombo Chapfika, Moffat Takadiwa, Sekai Machache, Troy Makaza, Victor Nyakauru | Fadzai Veronica Muchemwa | [ 111 ]       |

1ospitato nel Padiglione della Russia

### Padiglione Venezia
Il Padiglione Venezia, ai Giardini della Biennale e gestito dal Comune di Venezia, a cura di Giovanna Zabotti, ospitava Sestante Domestico, «uno strumento di ricerca attraverso la storia e il nostro io, la natura e l’amore», tra le poesie di Franco Arminio, le opere di Pietro Ruffo, di Safet Zec, di Vittorio Marella, di due giovani artisti dell'Accademia di belle arti di Venezia e con un osservatorio particolare fornito dagli "artisti in partenza" del concorso Artefici del nostro tempo. All'esterno era allestita una grande vasca che ospitava una scultura del belga Koen Vanmechelen.

## Progetti speciali
- Dieci opere dell'artista italiana Nedda Guidi (1927 – 2015) sono state esposte a Forte Marghera all'interno della Polveriera austriaca. «Guidi unisce la figura dell'esperto artigiano col genio dell'arte, non una "semplice" ceramista ma una scultrice fondamentale per l'evoluzione della ceramica contemporanea», ha specificato Adriano Pedrosa.[114]
- L'artista brasiliana Beatriz Milhazes (n. 1960), nota per il suo lavoro che sovrappone l'immaginario culturale brasiliano e i riferimenti alla pittura modernista occidentale, ha presentato sette dipinti e altrettanti collage di grandi dimensioni presso il Padiglione delle Arti Applicate, nelle Sale d'armi dell'Arsenale, in collaborazione con il Victoria and Albert Museum (V&A) di Londra.[115]

## Eventi collaterali
30 eventi collaterali, approvati dal curatore Pedrosa e promossi da enti e istituzioni pubbliche e private senza scopo di lucro, sono stati organizzati in numerose sedi della città di Venezia e proponevano un'ampia offerta di contributi e partecipazioni che arricchiscono il pluralismo di voci che ha caratterizzato la Mostra.

## Meetings on Art
Dal 15 al 18 ottobre 2024, al Teatro Piccolo Arsenale, si è tenuto Meetings on Art: quattro giorni di incontri per approfondire alcuni dei temi chiave della Mostra.
Indigenous Practices (martedì 15 ottobre). Mentre l'arte indigena guadagna sempre più spazio nel mondo dell'arte contemporanea, le sfide che affrontano gli artisti e le modalità della loro rappresentazione diventano importanti temi di discussione. Questa tavola rotonda offriva un'analisi di pratiche artistiche specifiche e approfondiva i benefici e gli inconvenienti dell'inclusione.

Sono intervenuti: Kássia Borges Karajá, artista e attivista indigena (Brasile); Elvira Espejo Ayca, artista e poetessa (Bolivia); Rember Yahuarcani, artista (Perù); Taarati Taiaroa, curatrice maori (Nuova Zelanda). Moderatrice: Amanda Carneiro
Arte Popular (mercoledì 16 ottobre). L'artista outsider, l'artista auto-didatta e il cosiddetto artista popular, in America latina rappresentano alcune delle soggettività artistiche escluse o emarginate dalle grandi narrazioni sul modernismo e l'arte contemporanea. Gli inerventi presentavano punti di vista curatoriali e accademici che superano i confini tra le belle arti, le arti applicate e l'artigianato, lasciando spazio alla cultura vernacolare e popolare.

Sono intervenuti: Lynne Cooke, curatore senior nel Dipartimento d'arte moderna e contemporanea presso la National Gallery of Art di Washington; Ticio Escobar, curatore e critico d'arte (Paraguay); Miguel A. Lopez, scrittore e curatore (Perù); Rodrigo Moura, curatore e scrittore (Brasile). Moderatrice: Sofia Gotti.
Modernisms (giovedì 17 ottobre). Le opere degli artisti modernisti del Sud del mondo richiedono una revisione radicale della storia dell'arte modernista. Questo incontro ha rivisto il modernismo oltre l'Europa, ricostruito come è stato trasformato dalle prospettive locali e indigene, ripercorso le sue intersezioni con il colonialismo, le diaspore, la migrazione.

Sono intervenuti: Gloria Cortés Aliaga, storica dell'arte e curatrice del Museo nazionale delle belle arti di Santiago del Cile; Nada Shabout, docente di storia dell'arte; Devika Singh, curatrice presso il Courtauld Institute of Art. Moderatrice: Sofia Gotti.
Queer Activisms (venerdì 18 ottobre). L'Esposizione del 2024 si è impegnata a dare visibilità agli artisti queer e non conformi al genere, riconoscendo le lotte per i diritti civili in tutto il mondo. In questo incontro artisti-attivisti e studiosi-attivisti hanno parlato delle sfide e delle strategie che sono state essenziali per le loro pratiche politiche ed esaminato il ruolo delle arti visive nelle politiche locali.

Sono intervenuti: 10th Istanbul Trans Pride Exhibition Collective, gruppo di attivisti e artisti che operano in Turchia; Luce deLire, filosofa; Queers in Palestine (QiP), collettivo palestinese; Va-Bene Elikem Fiatsi, «artivista» multidisciplinare ghanese. Moderatore: Leandro Muniz.

## Programma performance
Nell'ultima settimana di apertura – dal 18 al 24 novembre – gli spazi dell'Arsenale hanno ospitato 8 artisti che sono stati protagonisti di performance «dall'approccio multidisciplinare e incentrate sulle tematiche di identità, migrazione e coscienza collettiva»:
- Isaac Chong Wai ha presentato alle Corderie Falling Reversely;[119]
- Joshua Serafin ha presentato alle Tese dei Soppalchi PEARLS;[120]
- La Chola Poblete, con Lola Bhajan, ha presentato alle Corderie ¿Cómo se representa a un indio?;[121]
- Gabrielle Goliath ha presentato alle Sale d'Armi Elegy (2015-);[122]
- WangShui e Alberto Bustamante hanno presentato alle Artiglierie La Culebra;[123]
- Puppies Puppies ha presentato alle Corderie My heart is beating as I lip sync to this song;[124][125]
- Antonio Jose Guzman e Iva Jankovic hanno presentato alle Corderie Messengers of the Sun - Dub Waves & Interferences;[126]
- Ahmed Umar ha presentato alle Sale d'Armi Talitin (The Third).[127]

## Giuria
Il Consiglio di amministrazione della Biennale di Venezia ha nominato la Giuria, composta da:
- Julia Bryan-Wilson (Stati Uniti) - presidente
- Alia Swastika (Indonesia)
- Chika Okeke-Agulu (Nigeria)
- Elena Crippa (Italia)
- María Inés Rodríguez (Colombia)

## Premi

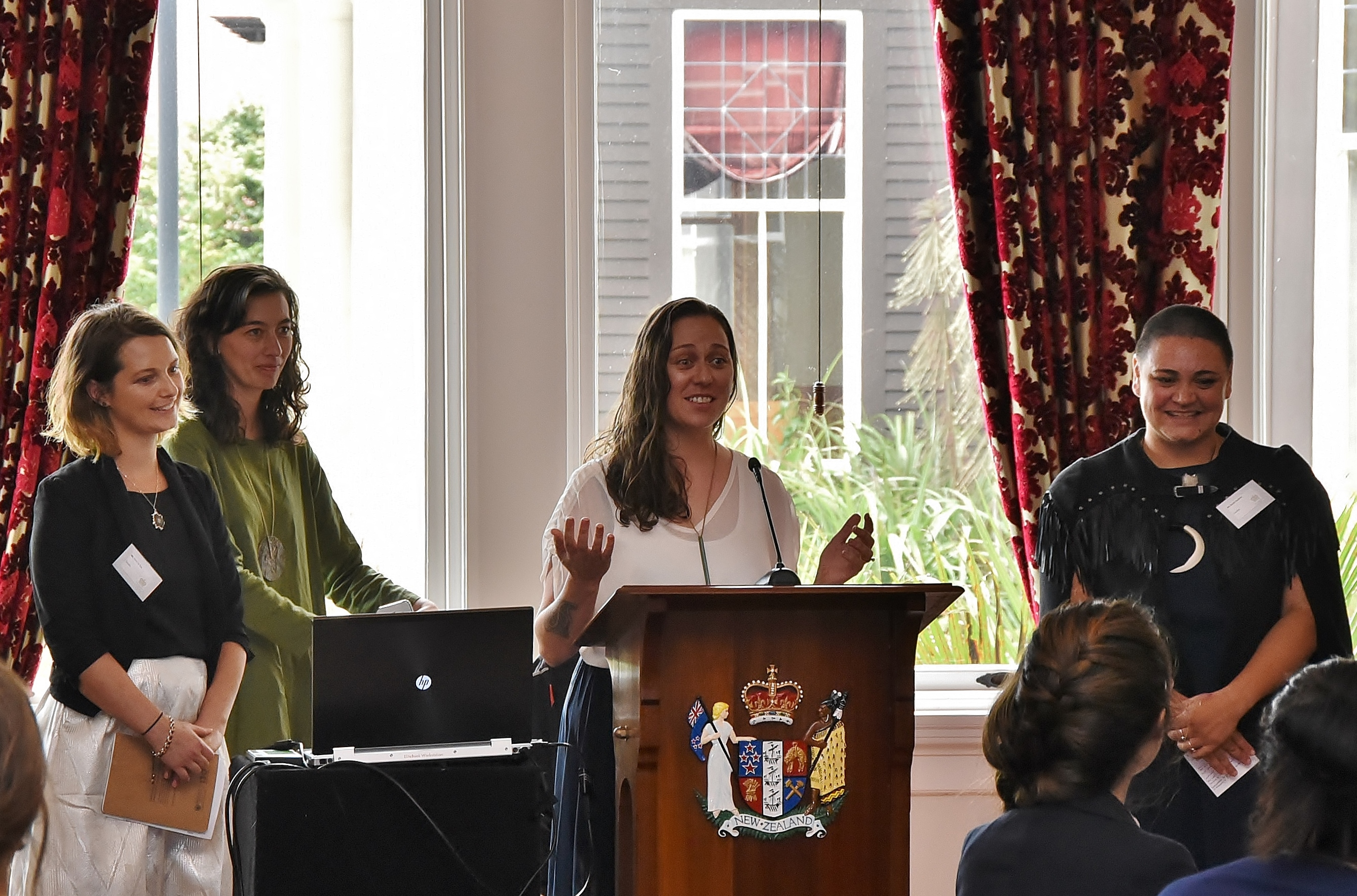
Mataaho Collective nel 2017

La cerimonia di premiazione si è tenuta sabato 20 aprile 2024 a Ca' Giustinian.
- Leone d'oro per la miglior Partecipazione nazionale: Australia, per kith and kin di Archie Moore[30]
  - Menzione speciale alle Partecipazioni nazionali: Repubblica del Kosovo, per The Echoing Silences of Metal and Skin di Doruntina Kastrati
- Leone d'oro per il miglior partecipante alla 60ª Esposizione Internazionale d'Arte: Mataaho Collective (Nuova Zelanda)
- Leone d'argento per un promettente giovane partecipante alla 60ª Esposizione Internazionale d'Arte: Karimah Ashadu (Regno Unito)
  - Menzioni speciali a: Samia Halaby (Palestina) e La Chola Poblete (Argentina)

Leone d'oro alla carriera, assegnati dal Consiglio di amministrazione della Biennale: Anna Maria Maiolino e Nil Yalter

## Pubblicazioni
- (IT, EN) Biennale Arte 2024 (brochure) (PDF), Venezia, La Biennale di Venezia, 2024.
- Adriano Pedrosa (a cura di), Biennale Arte 2024: Stranieri Ovunque, 2 voll., Venezia, La Biennale di Venezia, 2024, ISBN 978-88-98727-87-2.
- Adriano Pedrosa (a cura di), Biennale Arte 2024: Stranieri Ovunque - Guida breve, Venezia, La Biennale di Venezia, 2024, ISBN 978-88-98727-89-6.
- (IT, EN) Luca Cerizza (a cura di), Due qui / To Hear - Padiglione Italia. Biennale Arte 2024, Milano, Electa, 2024, ISBN 978-88-928-2570-3.